# Günter Guttmann
Günter Guttmann (* 12. April 1940 in Markt-Bohrau, Niederschlesien; † 29. März 2008 in Prenzlau) war ein deutscher Fußballspieler und Fußballtrainer.

## Spieler
Günter Guttmann meldete sich als 13-Jähriger beim SC Stahl Riesa an und blieb dort auch nach Umbildung der Fußballsektion in die BSG Stahl Riesa bis zum Ende seiner Laufbahn als aktiver Fußballspieler. Nach seiner Schulausbildung hatte er den Beruf eines Metallformers erlernt. In der Saison 1962/63 stieg er mit der Männermannschaft aus der drittklassigen II. DDR-Liga in die DDR-Liga auf. Seinen größten Erfolg feierte der 1,74 Meter große standardmäßig halblinke Mittelfeldspieler in der Saison 1967/68, als er als Mannschaftskapitän die Riesaer das erste Mal in die DDR-Fußball-Oberliga führte. Er hatte alle 30 Punktspiele absolviert und damit entscheidend zum Aufstieg beigetragen. In der folgenden Oberligasaison brachte er es jedoch nur noch zu zwei Einsätzen, denn durch eine schwere Oberschenkelverletzung musste er seine Laufbahn als aktiver Fußballspieler vorzeitig beenden.

## Trainer
Nach dem abrupten Ende seiner Laufbahn wurde er sofort Co-Trainer von Walter Fritzsch. Nach dessen Weggang (Dynamo Dresden) kam es mit seinen Nachfolgern Karl Schäffner und Felix Vogel zu Querelen, worauf Guttmann Riesa verließ. In Großenhain wurde er als Sportlehrer am Institut für Lehrerbildung angestellt. Guttmann bildete sich immer wieder auf Trainerseminaren an der DHFK weiter und wurde später sogar Seminarleiter, der in seiner Gruppe Trainer wie Hans Meyer und Bernd Stange begrüßen konnte. 1973 holte man ihn jedoch wieder nach Riesa zurück, wo er nun als Cheftrainer die 1. Mannschaft übernahm. In der Saison 1974/75 erreichte man einen sechsten Rang, welche die beste Platzierung aller Zeiten im Oberhaus war. Nach vier Jahren stieg Riesa 1976/77 das zweite Mal aus der Oberliga ab, jedoch gelang 1977/78 unter ihm der sofortige Wiederaufstieg. Weitere drei Jahre hielt sich Riesa in der Oberliga, bevor man 1981 wieder den Gang in die Liga antreten musste. Guttmann marschierte mit Riesa bis zum 15. Spieltag durch die DDR-Liga, danach kam es zu Einmischungsversuchen von Funktionären und er verließ Stahl. In der Zeit von 1973 bis 1982 wurde er zum erfolgreichsten Trainer in der Geschichte von Stahl Riesa. Schon wenige Wochen nach seinem dortigen Ausscheiden heuerte er beim abgeschlagenen Oberliganeuling Energie Cottbus an, um diesen vor dem Abstieg zu retten. Der Abstieg war nicht mehr zu verhindern und es folgten knapp zweieinhalb Spielzeiten in der DDR-Liga, bevor man sich im Oktober 1984 trennte. Anfang 1985 verpflichtete der Neubrandenburger Bezirksligist BSG Lok/Armaturen Prenzlau Guttmann, um die Elf in die DDR-Liga zurückzuführen. Nach dem Gewinn der Bezirksmeisterschaft überstand man auch die Aufstiegsrunde und spielte in der Saison 1985/86 wieder in der DDR-Liga. Nach drei Jahren stieg Guttmann mit Prenzlau wieder in die Bezirksliga ab, kehrte aber postwendend nach einem Jahr in die DDR-Liga zurück. Bis 1995 trainierte er Prenzlau, das nach der Wende in der neugegründeten NOFV-Oberliga spielte. Für ein Jahr trainierte er noch die TSV 1814 Friedland, bevor er sich vom Fußball zurückzog. Der verwitwete Guttmann hatte drei Kinder und wohnte zuletzt als Rentner in Prenzlau.

## Erfolge als Spieler und Trainer
- Oberligaaufstieg: 1968 (Spieler), 1978
- DDR-Ligaaufstieg: 1963 (Spieler), 1985, 1989
- Bezirksmeister: Prenzlau 1985, 1989
- Bezirkspokalsieger: Prenzlau 1985, 1989